# Doppia cassa

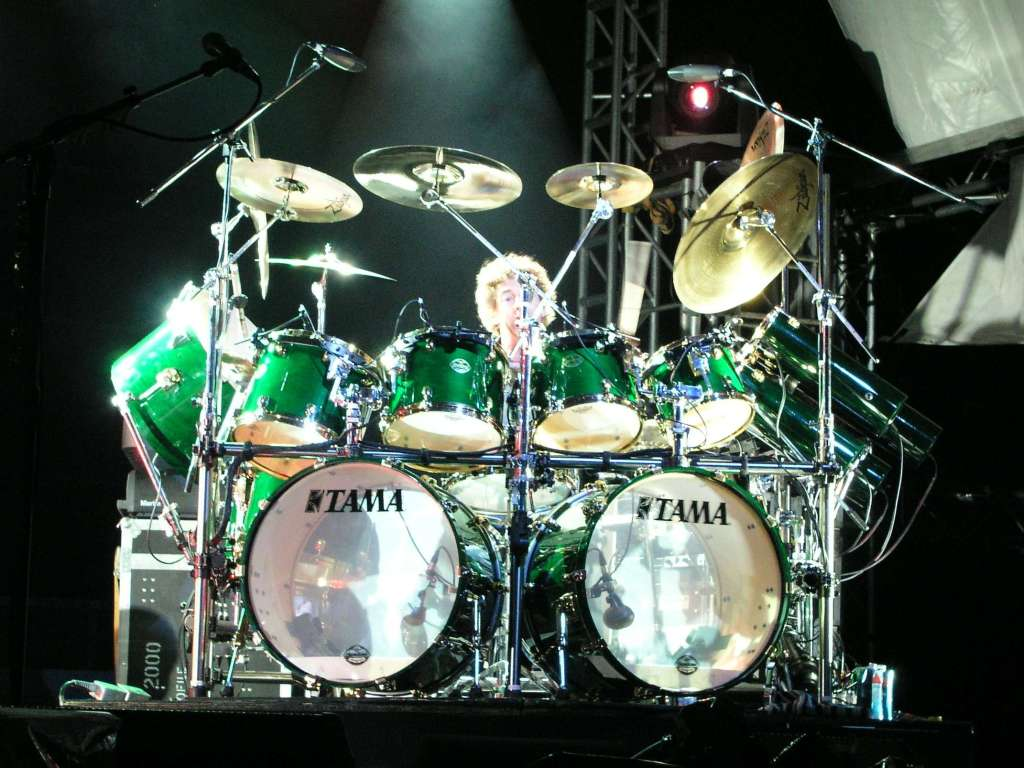
Batteria a due grancasse suonata da Simon Phillips (Toto)

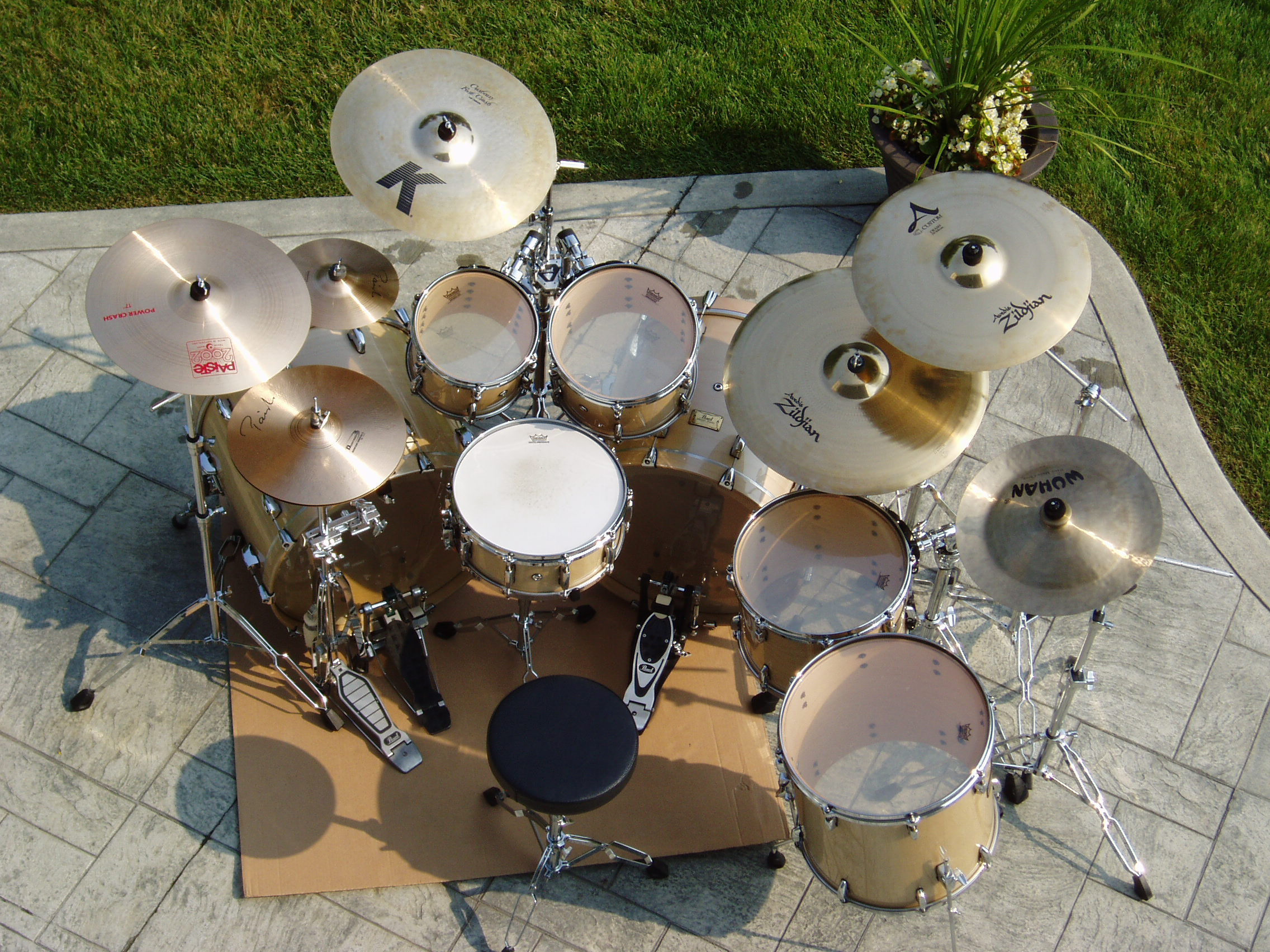
Batteria a due grancasse osservata dall'alto

La doppia cassa è una tecnica di esecuzione a due gambe nel suono della batteria, che consente un ritmo più veloce e trascinante ed è entrata nell'heavy metal, nello hard rock e nel rock progressivo. Per la prima volta, questo metodo di suonare la batteria è stato sviluppato negli anni quaranta da Louie Bellson come parte delle big band.

## Descrizione
Il batterista usa due grancasse (separate) o, qualche volta, un cosiddetto "doppio pedale" che dirige i battenti di due pedali sulla pelle della stessa grancassa. Premendo alternativamente due pedali, il batterista può ottenere una cadenza della grancassa all'incirca due volte più veloce rispetto a suonare con un solo piede. È possibile ottenere cadenze particolarmente veloci pedalando alternativamente con le punte e i talloni di ambo i piedi (tecnica tallone-punta). Con un allenamento adeguato, è possibile raggiungere la velocità che, se non si ha familiarità con la tecnologia, spesso non si può più associare ai colpi di pedale umani. L'uso di due grancasse ha il vantaggio che le pelli dei due tamburi possono vibrare il doppio del tempo e quindi suonare meglio. Inoltre, la sensazione di suonare è aumentata, poiché il piede sinistro ora colpisce la propria grancassa e non viene reindirizzato all'altro da un meccanismo. Lo svantaggio di questo, tuttavia, è che è molto difficile per accordare due grancasse esattamente della stessa intonazione, in modo che la seconda grancassa sia spesso utilizzata solo per motivi visivi ai concerti dal vivo. Si suona con un doppio pedale, i cui rappresentanti moderni e di alta qualità difficilmente hanno i punti deboli del sinistro più rigido, il cosiddetto avere pedali slave. Inoltre, l'allineamento e la configurazione della batteria è più complesso che suonare con una sola grancassa e, per di più, col pedale singolo.
Tuttavia, poiché suonare con due grancasse può richiedere diverse accordature di tamburi, spesso vengono accordati su due toni diversi o si utilizzano due grancasse di dimensioni diverse. Questo per rendere il suono più dinamico e interessante quando si suona la doppia cassa.
Il canadese Tim Waterson è considerato uno dei batteristi "a doppia cassa" più veloci al mondo. Tra l'altro, detenne per diversi anni il record nel suono "a colpo singolo" con oltre 1000 battiti al minuto, che corrispondono a più di 16 battiti al secondo.